# Alvaro Vitali
Alvaro Vitali (Rim, 3. veljače 1950. – Rim, 24. lipnja 2025.) bio je talijanski glumac.
Nastupao je u talijanskim komedijama 1970-ih. godina. Među ostalim ulogama, poznat je njegov serijal o Pierinu.

## Filmovi
- Satyricon, nije naveden u impresumu, regia di Federico Fellini (1969.)
- I clowns, redatelj: Federico Fellini (1971.)
- Che? (What?), redatelj: Roman Polanski (1972.)
- Meo Patacca, nije naveden u impresumu, redatelj: Marcello Ciorciolini (1972.)
- Roma, nije naveden u impresumu, redatelj: Federico Fellini (1972.)
- La Tosca, redatelj: Luigi Magni (1973.)
- Amarcord, redatelj: Federico Fellini (1973.)
- Polvere di stelle, nije naveden u impresumu, redatelj: Alberto Sordi (1973.)
- Rugantino, nije naveden u impresumu, redatelj: Pasquale Festa Campanile (1973.)
- Anche gli angeli mangiano fagioli, nije naveden u impresumu, redatelj: E.B. Clucher
- Mordi e fuggi, nije naveden u impresumu, redatelj: Dino Risi (1973.)
- Partirono preti, tornarono... curati, redatelj: Stelvio Massi (1973.)
- Il colonnello Buttiglione diventa generale, nije naveden u impresumu, redatelj: Mino Guerrini (1973.)
- 4 marmittoni alle grandi manovre, nije naveden u impresumu, redatelj: Marino Girolami (1974.)
- Romanzo popolare, redatelj: Mario Monicelli (1974.)
- Profumo di donna, redatelj: Dino Risi (1974.)
- La poliziotta, redatelj: Steno (1974.)
- L'arbitro, nije naveden u impresumu, redatelj: Luigi Filippo D'Amico (1974.)
- La liceale, redatelj: Michele Massimo Tarantini (1975.)
- L'insegnante, redatelj: Nando Cicero (1975.)
- La poliziotta fa carriera, redatelj: Michele Massimo Tarantini (1975.)
- Il tempo degli assassini, redatelj: Marcello Andrei (1975.)
- Frankenstein all'italiana, redatelj: Armando Crispino (1975.)
- Due cuori, una cappella, redatelj: Maurizio Lucidi (1975.)
- La pupa del gangster, redatelj: Giorgio Capitani (1975.)
- Vergine, e di nome Maria, znan i pod naslovom Malia, redatelj: Sergio Nasca (1975.)
- La dottoressa sotto il lenzuolo, redatelj: Gianni Martucci (1976.)
- Spogliamoci così, senza pudor..., redatelj: Sergio Martino (1976.)
- La segretaria privata di mio padre, redatelj: Mariano Laurenti (1976.)
- Classe mista, redatelj: Mariano Laurenti (1976.)
- La dottoressa del distretto militare, redatelj: Nando Cicero (1976.)
- Telefoni bianchi, redatelj: Dino Risi (1976.)
- La professoressa di scienze naturali, redatelj: Michele Massimo Tarantini (1976.)
- La vergine, il toro e il capricorno, redatelj: Luciano Martino (1977.)
- Taxi Girl, redatelj: Michele Massimo Tarantini (1977.)
- La compagna di banco, redatelj: Mariano Laurenti (1977.)
- Uomini si nasce poliziotti si muore, redatelj: Ruggero Deodato (1976.)
- Per amore di Poppea, redatelj: Mariano Laurenti (1977.)
- La soldatessa alla visita militare, redatelj: Nando Cicero (1977.)
- L'insegnante balla... con tutta la classe, redatelj: Giuliano Carnimeo (1978.)
- La soldatessa alle grandi manovre, redatelj: Nando Cicero (1978.)
- L'insegnante va in collegio, redatelj: Mariano Laurenti (1978.)
- Scherzi da prete, redatelj: Pier Francesco Pingitore (1978.)
- Dove vai se il vizietto non ce l'hai?, redatelj: Marino Girolami (1979.)
- La liceale, il diavolo e l'acquasanta, redatelj: Nando Cicero (1979.)
- La liceale nella classe dei ripetenti, redatelj: Mariano Laurenti (1979.)
- L'insegnante viene a casa, redatelj: Michele Massimo Tarantini (1979.)
- La liceale seduce i professori, redatelj: Mariano Laurenti (1979.)
- L'insegnante al mare con tutta la classe, redatelj: Michele Massimo Tarantini (1979.)
- L'infermiera di notte, redatelj: Mariano Laurenti (1979.)
- Cocco mio (Gros câlin), redatelj: Jean-Pierre Rawson (1979.)
- La poliziotta della squadra del buon costume, redatelj: Michele Massimo Tarantini (1979.)
- La ripetente fa l'occhietto al preside, redatelj: Mariano Laurenti (1980.)
- L'infermiera nella corsia dei militari, redatelj: Mariano Laurenti (1980.)
- La dottoressa ci sta col colonnello, redatelj: Michele Massimo Tarantini (1980.)
- La liceale al mare con l'amica di papà, znan i kao La liceale al mare con tutta la classe, redatelj: Marino Girolami (1980.)
- Pierino medico della Saub, redatelj: Giuliano Carnimeo (1981.)
- Pierino contro tutti, redatelj: Marino Girolami (1981.)
- L'onorevole con l'amante sotto il letto, redatelj: Mariano Laurenti (1981.)
- La poliziotta a New York, redatelj: Michele Massimo Tarantini (1981.)
- La dottoressa preferisce i marinai, redatelj: Michele Massimo Tarantini (1981.)
- Pierino colpisce ancora, redatelj: Marino Girolami (1982.)
- Il tifoso, l'arbitro e il calciatore, redatelj: Pier Francesco Pingitore (1982.)
- Giggi il bullo, redatelj: Marino Girolami (1982.)
- Giamburrasca, redatelj: Pier Francesco Pingitore (1982.)
- Paulo Roberto Cotechiño centravanti di sfondamento, redatelj: Nando Cicero (1983.)
- La vedova, epizoda televizijske serije Zanzibar, redatelj: Marco Mattolini (1986.)
- Mortacci, redatelj: Sergio Citti (1989.)
- Pierino torna a scuola, redatelj: Mariano Laurenti (1990.)
- Pierino stecchino, redatelj: Claudio Fragasso (1992.)
- Club Vacanze, redatelj: Alfonso Brescia (1995.)
- L'antenati tua e de Pierino (1996.)
- Fantasmi a Roma, epizoda televizijske serije S.P.Q.R., redatelj: Claudio Risi (1998.)
- Se lo fai sono guai, redatelj: Michele Massimo Tarantini (2001.)
- Cinecittà, TV mini-serija, redatelj: Alberto Manni (2003.)

1. ↑  Remembering Alvaro Vitali: The Iconic 'Pierino'. www.ilmessaggero.it (engleski). 24. lipnja 2025. Pristupljeno 29. lipnja 2025.